# 宏輝集團

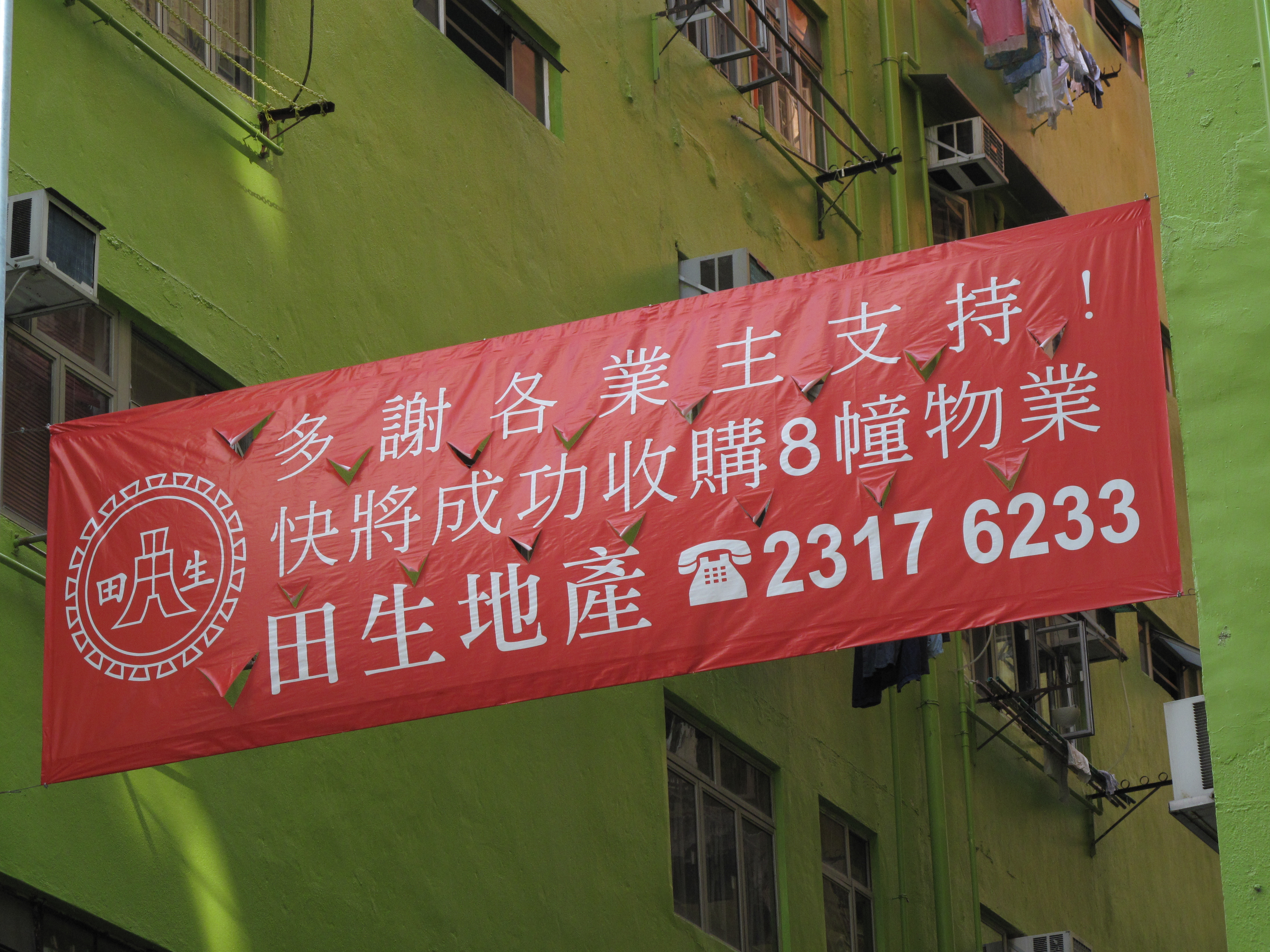
田生地產在西環大樓的橫額

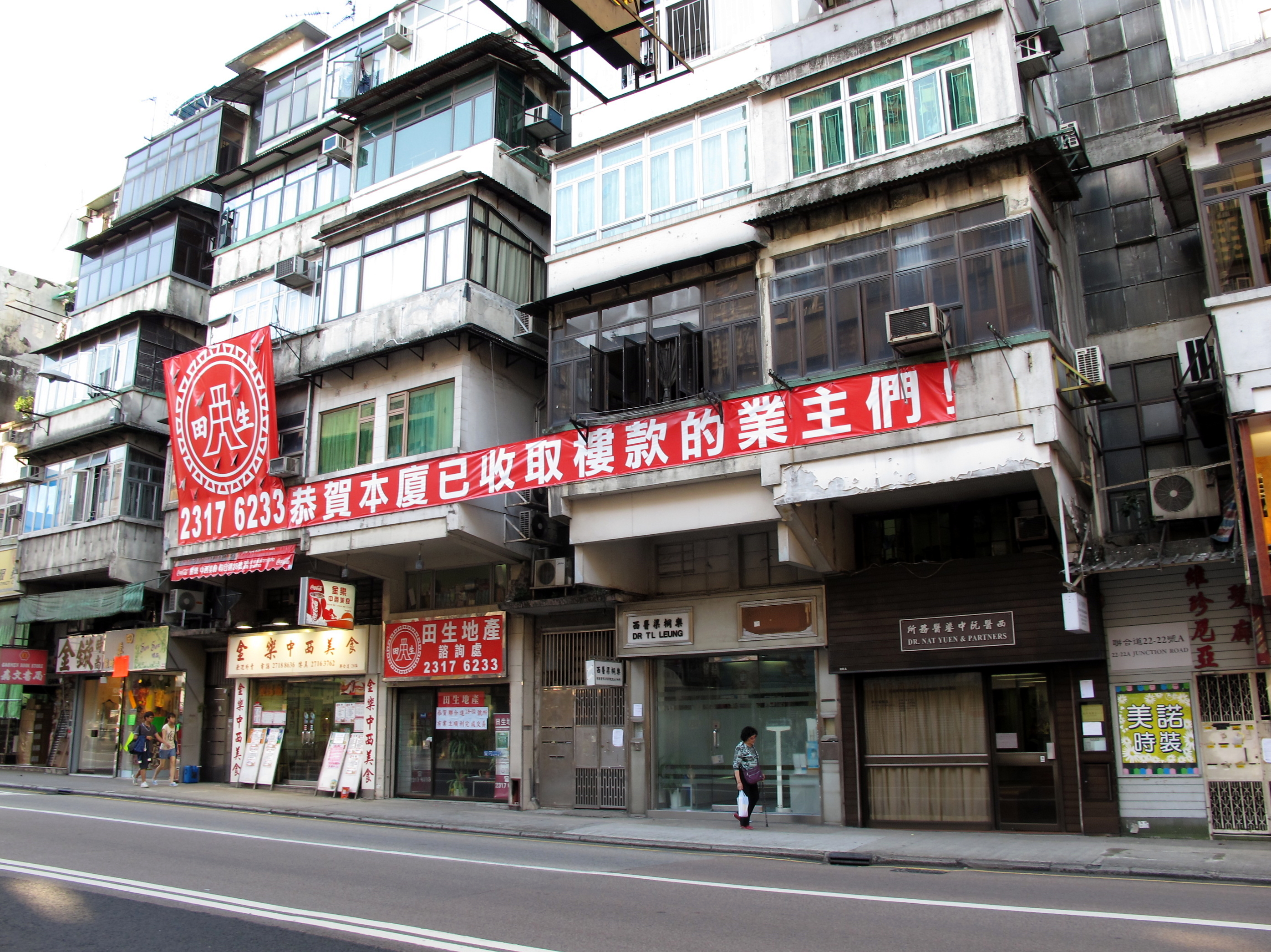
田生地產在九龍城的橫額

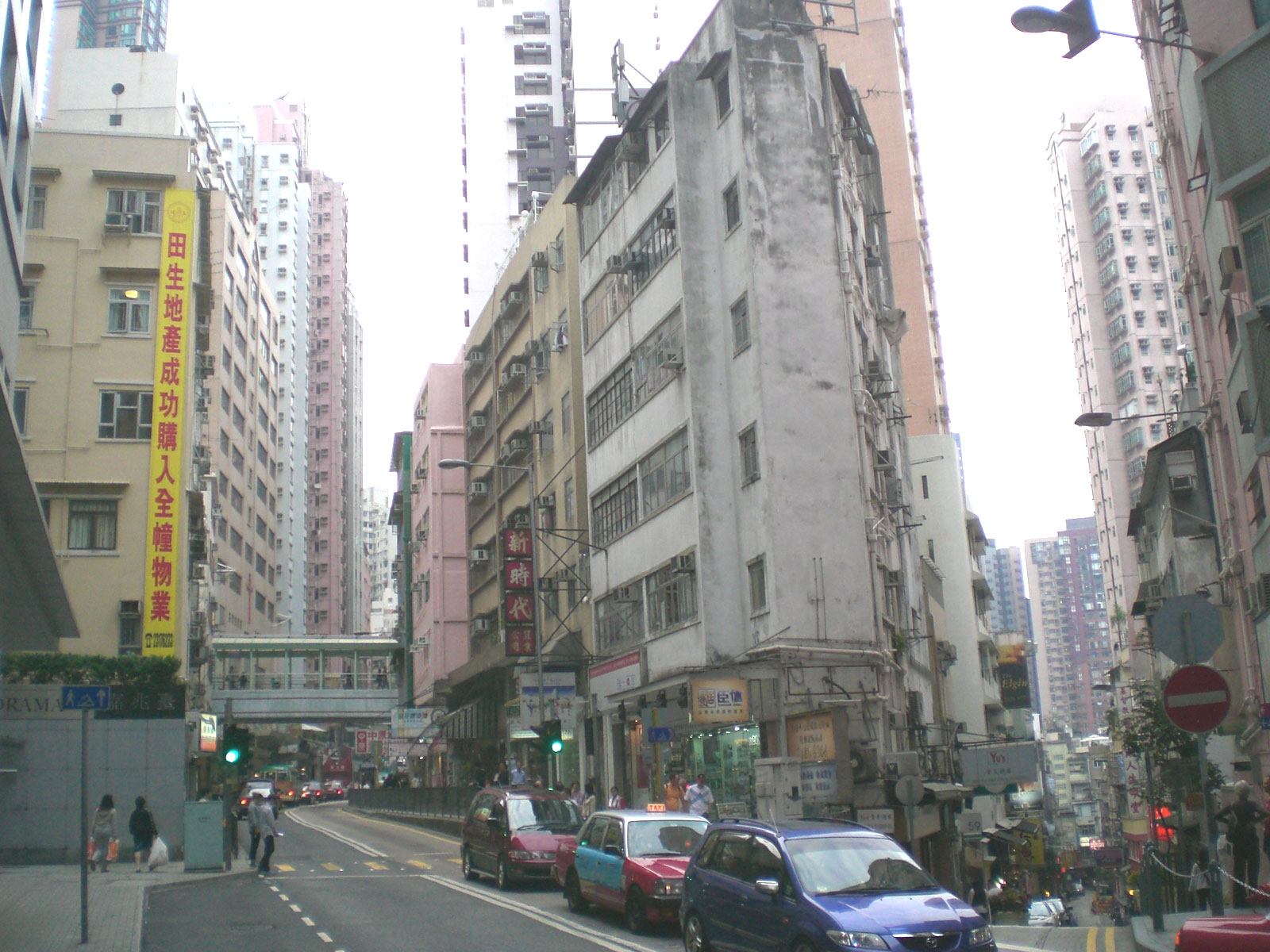
圖中房地產物業(有黃條者)位於中環堅道近伊利近街，由田生全幢所收購

宏輝集團控股有限公司（港交所：183），前稱田生集團有限公司，2007年前稱為全美國際，原來業務是二手電腦買賣。。田生集團主要從事舊樓購併，然後把購併完成的舊樓或地盤售予發展商或自己發展。2007年田生集團透過全美國際借殼上市，2007年9月公司改名為田生集團有限公司，以經營地產業務為主。
田生集團董事會主席是李永賢，董事區永華是田生地產的創辦人，傳媒稱之為「收樓大王」。
2010年12月，田生集團由香港創業板轉往香港交易所主板掛牌，上市編號由8136改為0183。
田生集團總部原位於九龍西尖沙咀廣東道30號新港中心第二期，到2014年10月遷往皇后大道中九號6樓A室。

## 公司易名
集團於2015年4月2日發出通告，該公司英文名稱已由「Richfield Group Holdings Limited」改為「Winfull Group Holdings Limited」，其中文名稱則由「田生集團有限公司」更改為「宏輝集團控股有限公司」，自2015年3月4日起生效。田生強調，更改公司名稱對股東利益不會構成任何影響。田生於港交所買賣股份之股份英文簡稱將由「RICHFIELD GP」更改為「WINFULL GP」，而中文簡稱則由「田生集團」更改為「宏輝集團」，變動將於4月9日起生效，惟公司的股份代號則維持不變。

## 爭議
田生集團以鋪天蓋地的紅底白字標語橫額及其標誌等方式收購樓宇，曾引起社會關注。2010年10月19日，「八十後反地霸青年」成員到九龍城田生地產門外示威，指田生以張貼巨型標語等方式迫使業主出售單位，並認為此等行為毫無道德。 田生集團之目標樓宇時常出現各種治安問題，如單位無故斷水斷電、鄰近空置單位無故起火，或遭潑屎水等。而同區其他樓宇卻無這些問題。
2011年6月1日田生集團刊登網上廣告，招聘有四年以上工作經驗，具有長者服務經驗之註冊社工。 為此，有社工質疑田生若聘請社工協助收樓，有違專業守則，並在Facebook上召集同工一人一信「應徵」該職位，但應徵信內容實為抗議。其後，社工總工會加入反對。發起抗議社工指出根據《社會工作者工作守則》，社工有責任維護人權及促進社會公義，首要責任是向服務對象負責，但社工若受聘於收購公司，兩者的價值觀一定有衝突，稱「假如社工衡量過對象需要，認為留於原居地較好，但公司的目的卻是用盡方法逼他走，試問怎樣協調？」
身兼社工總工會會長的立法會議員張國柱表示同意同工的立場，並表示，田生的收購手法一直受到質疑。社工註冊局接獲近十封投訴信，要求介入招聘事件。惟註冊局只監管社工而非機構的投訴，因此無權介入。
其後，從事社福界研究多年的梁祖彬在2011年7月11日接受星島日報訪問時表示，以收購舊樓為主要業務的田生地產，早前公開招聘社工協助收樓，引起社福界非議，他卻認為當中的邏輯極為奇怪，「若你認為是奸商，就不可以請社工，那麼政府日後也不要請社工，因為如果是親政府的社工，也定必支持政府政策。」他指，全世界很多公司也會自行聘請社工，處理一些社會問題，覺得由發展商聘請社工並無不妥，關鍵是社工本身能否借助過去在地區的工作經驗，得到居民信任。
田生其後發布聲明解釋稱，其公司經常遇到有特別援助需要的年老居民，他們多數不太了解由政府提供的服務及措施。因此，公司計劃聘請一位社工，以了解此類居民的需求。

## 已完成之重建項目
- 藍馬之城
- 臻環
- 嘉裕居
- 港島東·18
- 華園閣
- 珒然
- 維壹
- 維港峰
- 懿峰
- 寓貳捌
- 蔚盈軒
- i·UniQ 譽都
- 倚南
- 利奧坊·曉岸
- 殷然

## 收購中項目
- 尖沙嘴香檳大廈30個單位

A座實用面積992方呎的單位最貴，劃一收購價達1488萬元，呎價高達1.5萬元。
- 長沙灣永康街55至57號嘉利工廠大廈逾80%業權

## 興建中之重建項目
- 瓏碧

## 著名之重建項目
- 西環大樓
- 中央樓

## 外部連結
- 田生集團有限公司網頁
- 香港網絡大典：田生地產